# Avenida Los Jazmines
La avenida Los Jazmines es una avenida del distrito de Independencia, en la ciudad de Lima, capital del Perú. Se extiende de oeste a este, a lo largo de 5 cuadras. En la intersección con la avenida Túpac Amaru, se ubica la estación Los Jazmines del Metropolitano.

## Recorrido
Se inicia en un paradero llamado "El Cruce o Cruce" en la avenida Túpac Amaru, cruza por la calle Gardenias, avenida Los Ficus, calle Las Dalias, avenida Las Gladiolas, calle Los Gladiolos, calle Rosas, calle Los Pensamientos, calle Los Paltos, calle Las Granadas, calle Las Violetas, calle Las Paltas, avenida Los Pinos, calle Las Adelfas, calle Los Nísperos, calle Girasoles, calle Castañas, pasaje Sagrado Corazón de Jesús y termina en la calle Los Guayabos. Esta avenida tiene un total de 1.20 kilómetros de distancia en la zona del Ermitaño